# ياسين عبد الصادقي
ياسين عبد الصادقي (مواليد 1 يناير 1981 في نيس - فرنسا) لاعب كرة قدم فرنسي يلعب حاليا لصالح نادي الدرجة الأولى فرايبورغ الألماني منذ 2008 في مركز الوسط المحوري . .

## روابط خارجية
- ياسين عبد الصادقي على موقع قاعدة بيانات كرة القدم.إي يو (الإنجليزية)
- ياسين عبد الصادقي على موقع بيانات كرة القدم. دي إي (الألمانية)
- ياسين عبد الصادقي على موقع Soccerway.com (الإنجليزية)
- ياسين عبد الصادقي على موقع عالم كرة القدم.نت (الإنجليزية)
- ياسين عبد الصادقي على موقع كووورة